# Apioninae
Die Apioninae, auch als Spitzmausrüssler bezeichnet, sind eine Unterfamilie innerhalb der Familie der Brentidae. Ihre Stellung innerhalb der Überfamilie Curculionoidea wurde in der Wissenschaft kontrovers diskutiert, früher wurden sie unter dem Namen Apionidae meist als eigenständige Familie angesehen. Weltweit sind etwa 2200 Arten und Unterarten in rund 205 Gattungen beschrieben worden.

## Merkmale
Es handelt sich um kleine Käfer mit einer Körperlänge zwischen einem und vier Millimeter. Die Körpergestalt der meisten Arten ist sehr charakteristisch: Die Flügeldecken sind oval verrundet und meist hinter der Mitte am breitesten, der Halsschild ist parallelseitig oder schwach nach außen verrundet und schmaler als die Basis der Flügeldecken. Es resultiert eine birnenförmige Gestalt, die der Familie ihren wissenschaftlichen Namen eingebracht hat (ἃπιον ápion: griech. Birne). Andere erinnerte diese Körperform an eine Spitzmaus, so dass manche Arten auf Deutsch als „Spitzmausrüssler“ bezeichnet werden. Es gibt aber auch einige Arten mit gleichmäßig oval verrundeten oder parallelseitigen Flügeldecken.
Die Apioninae gehören zu den ursprünglicheren Curculionoidea mit geraden (nicht geknieten) Fühlern („Orthoceri“). Dadurch sind sie von den Arten der vermutlich nahe verwandten Unterfamilie Nanophyinae leicht unterscheidbar. Mit den Nanophyinae gemeinsam ist der besondere Bau der Beinglieder. Der Trochanter ist bei ihnen deutlich verlängert (mindestens doppelt so lang wie breit), so dass Schenkel (Femur) und Hüfte (Coxa) deutlich voneinander entfernt sind und sich nicht berühren. Der Rüssel (anatomisch: Rostrum) der Apioninae ist schmal und zylindrisch, er kann sehr lang oder von mäßiger Länge sein, bei Arten mit langem Rüssel ist er meist gebogen. Fast immer besitzt das Weibchen einen längeren Rüssel als das Männchen, dieses dafür größere Augen (Sexualdimorphismus). Die Labialpalpen sind eingliedrig, die Maxillarpalpen zweigliedrig starr und stiftförmig. Der Kopf ist quadratisch oder quer rechteckig, die Stirn geht meist ohne Absatz in die Rüsselbasis über. Die Fühler sind an den Seiten des Rüssels in der Mitte oder in der basalen Hälfte eingelenkt, oft ist dieser an der Ansatzstelle etwas verbreitert. Sie besitzen sieben (selten sechs) Geißelglieder und tragen an der Spitze eine Keule aus drei Gliedern. Die Fühlerkeule ist meist kompakt gebaut, nur selten locker gegliedert oder verlängert. Die Komplexaugen an den Rüsselseiten sind verschieden gebaut, von flach bis halbkugelig vorgewölbt. Immer sind die Einzelaugen (Ommatidien) gewölbt und gegeneinander abgesetzt, sie bilden nicht wie bei den Brentinae eine glatte, gemeinsame Cornea aus. Der Halsschild weist meist in der Mitte eine Längsfurche oder eine Grube auf, die Flügeldecken tragen meist neun (manchmal zehn) deutliche Furchen oder Rillen. Die Flügeldecken können das Abdomenende völlig bedecken oder, zumindest bei den Männchen, das letzte Tergit als Pygidium frei lassen. Die Hinterflügel sind oft voll ausgebildet, bei einigen Arten aber ganz oder teilweise zurückgebildet, so dass diese nicht mehr flugfähig sind. Am Hinterleib sind die beiden ersten (freien) Bauchplatten (Sternite) fest miteinander verwachsen. Der übrige Hinterleib setzt daran mit einer deutlichen Stufe oder einem Absatz an. Die Krallen der Beine sind fast immer innen gezähnt.
Die Apioninae sind oft schwarz gefärbt, sehr viele Arten besitzen blaue Flügeldecken mit charakteristischem Metallglanz oder der ganze Körper ist metallisch blau, seltener auch violett gefärbt. Es kommen aber auch rote oder gelbliche Färbungen vor. Häufig sind die Beine und Fühler anders, meist heller, gefärbt als der restliche Körper. Der Körper ist fast immer behaart, oft mit aufgerichteten weißen Schuppenhaaren, aber fast nie dicht anliegend beschuppt.
Besonderheiten der inneren Anatomie umfassen: Die meisten Arten besitzen keinen muskulösen Kaumagen (Proventriculus), dieser ist aber bei einigen Arten sicher nachgewiesen. Am Darm sitzen immer mindestens vier Malpighische Gefäße, sind stattdessen sechs vorhanden, sind zwei verkürzt und umgewandelt. Die dienen dann als Speicherorgane für symbiontische Bakterienarten, die die Verdauung unterstützen.

## Lebensweise
Die Larven der Apioninae ernähren sich in der Regel von Pflanzengewebe zweikeimblättriger Pflanzen (Dikotyledonen). Die meisten Arten leben an krautigen Pflanzen, einige auch an Baumarten. Fast alle Arten sind Nahrungsspezialisten an einer oder nur wenigen miteinander verwandten Pflanzenarten (monophag oder oligophag). Die meisten Arten sind auf Fabaceae (Leguminosen) und Asteraceae (Korbblütler) spezialisiert, daneben werden Arten aus einer Vielzahl anderer Familien wie z. B. Malvaceae, Polygonaceae, Lamiaceae u.v. a. von einigen Gattungen oder Arten genutzt. Sie minieren meist im Inneren von weichem, unverholztem Pflanzengewebe, wobei artspezifisch alle möglichen Pflanzenorgane, wie Wurzeln, Stängel, Knospen, Samenanlagen, befallen werden. Einige Arten erzeugen Pflanzengallen, wenige minieren in Blättern. Soweit bekannt, besitzen die Apioninae drei Larvenstadien. Das letzte Stadium verpuppt sich, in der Regel im Inneren seiner Wirtspflanze, entweder direkt im Fraßgang oder in einer speziell ausgenagten Puppenwiege. Manchmal wird aus einem abgeschiedenen, später erhärtendem Sekret ein Kokon angelegt. Die adulten (imaginalen) Käfer schlüpfen meist noch im selben Jahr aus, bei vielen Arten beträgt die Zeit von der Eiablage bis zum Ausschlupf der Jungkäfer in Mitteleuropa etwa 40 Tage, in wärmeren Breiten wie dem Mittelmeerraum nur 20 bis 30 Tage. Sie überwintern abseits der Pflanze in Verstecken oder in der Bodenstreu. Die Käfer fressen ebenfalls an Pflanzen, oft an den Blättern (Lochfraß), in der Regel ist vor der Fortpflanzung ein Reifungsfraß erforderlich. Die Käfer werden im Frühjahr wieder aktiv. Zur Eiablage nagt das Weibchen mit seinem Rüssel einen tiefen Hohlraum in das Gewebe der Nährpflanze, den es anschließend mit Sekret und Fraßrückständen wieder verschließt. Viele Arten sind relativ langlebig mit einer ausgedehnten Eiablageperiode. Oft sind vorjährige, überwinterte Käfer und neu geschlüpfte der diesjährigen Generation eine Zeitlang nebeneinander zu beobachten.

## Verbreitung
Apioninae sind weltweit verbreitet und leben auf allen Kontinenten mit Ausnahme der Antarktis. Aufgrund der geringen Körpergröße und der schwierigen Bestimmbarkeit ist die Fauna der Tropen sehr schlecht bekannt, hier werden noch zahlreiche unbeschriebene Arten vermutet.

## Ökonomische Bedeutung
Eine Reihe von Arten der Familie fressen an Nutzpflanzen und gelten daher als landwirtschaftliche Schädlinge. Viele an Samen von Leguminosenarten, vor allem von Luzerne, Weiß-Klee und Gewöhnlichem Hornklee gebundene Arten gelten durch Verminderung des Samenansatzes als schädlich. Die meisten mitteleuropäischen Arten sind aber als Schädlinge von geringerer Bedeutung. Mehr schädliche Arten sind aus wärmeren Breiten bekannt, wie z. B. Apion corchori an Jute, Apion soleatum an Baumwolle, Apion amplum an Mungbohne, Conapion clavipes an Straucherbse.
Bei unerwünschten Pflanzenarten wie z. B. Neophyten versucht man hingegen, sich pflanzenschädigende Apioninae als Nützlinge nutzbar zu machen. Dabei ist ihre besondere Wirtsspezifität von Vorteil. So wurde Exapion ulicis nach Neuseeland und in die USA zur Bekämpfung des eingeschleppten Stechginsters (Ulex europaeus) eingeführt und dort freigesetzt. Zur Bekämpfung der nach Nordamerika eingeschleppten Sonnenwend-Flockenblume (Centaurea solstitialis) wird Ceratapion basicorne getestet.

## Systematik
Traditionell galten die Apioninae zunächst als Unterfamilie der Curculionidae. Als eigenständige Familie betrachtete sie zuerst John Lawrence Le Conte im 19. Jahrhundert, Roy Crowson schloss sich dieser Ansicht in seiner Übersicht der Käferfamilien an, die lange Zeit maßgeblich blieb. Aufgrund einer kladistischen Studie anhand morphologischer Merkmale wurden sie zuerst durch Guillermo Kuschel 1995 als Unterfamilie der Familie Brentidae eingestuft. Spätere morphologische und molekulare Studien machten danach eine Verwandtschaft mit den Brentinae und Nanophyinae, gelegentlich auch den Caridae und Ithycerinae wahrscheinlich, ohne dass eine eindeutige Zuordnung resultieren würde. Insbesondere das auf morphologischer Basis gut begründete Schwestergruppenverhältnis mit den Nanophyinae wäre demnach wieder fraglich. Die Systematiker sind heute in der Zuordnung der Gruppe gespalten. Etwa gleich viele Bearbeiter ziehen es entweder vor, sie als Unterfamilie Apioninae in die Brentidae einzubeziehen oder sie als eigenständige Familie Apionidae bestehen zu lassen.
Bis 1990 wurden alle Arten der Familie in einer einzigen, sehr weit gefassten Gattung Apion vereinigt (die z. T. in anderen Gattungen geführten Arten, z. B. der Gattung Cylas werden heute anderen Familien zugeordnet). Miguel Alonzo-Zarazaga erhob 1990 bei einer Revision 36 bisherige Untergattungen zu Gattungen, diese Sichtweise hat sich durchgesetzt. Die Monophylie der meisten dieser Gattungen ist unsicher. Bei einer molekularen Studie mit 40 polnischen Arten wurde aber die Gattungsgliederung, mit wenigen Ausnahmen, bestätigt.

## Arten (Auswahl)
- Krummrüssliger Stockrosen-Spitzmausrüssler (Alocentron curvirostre)
- Apion frumentarium
- Apion haematodes
- Apion rubiginosum
- Kräftiger Stockrosen-Spitzmausrüssler (Aspidapion validum)
- Betulapion simile
- Exapion fuscirostre
- Grüner Klee-Spitzmausrüssler (Ischnopterapion virens)
- Zweifarbiges Malven-Spitzmäuschen (Malvapion malvae)
- Rotklee-Spitzmausrüssler (Protapion apricans)
- Protapion fulvipes
- Kleiner Klee-Spitzmausrüssler (Protapion nigritarse)
- Halligflieder-Spitzmaus-Rüsselkäfer (Pseudaplemonus limonii)
- Brennnessel-Spitzmausrüssler (Taeniapion urticarium)
- Hainbuchen-Spitzmausrüssler (Trichopterapion holosericeum)
- Mistel-Spitzmausrüssler (Ixapion variegatum)